# Мориниго, Маркос
Маркос Антонио Мориниго Флейтас (исп. Marcos Antonio Morínigo Fleytas, 8 октября 1848 — 13 июля 1901) — парагвайский политик, президент Парагвая.

## Биография
Родился в 1848 году в Куйкуйё. В 1881 году был избран в парагвайский парламент, и следующие девять лет был членом его нижней палаты; в 1887 году принял участие в основании партии «Колорадо». Когда в 1890 году Хуан Гуальберто Гонсалес был избран президентом страны, Маркос Антонио Мориниго стал при нём вице-президентом.
Летом 1894 года Конгресс под нажимом военных отстранил президента Гонсалеса от власти, и вице-президент Мориниго стал президентом страны до конца срока избрания Гонсалеса. За время его короткого президентства был подписан (но не ратифицирован) договор с Боливией и создан корпус гражданской гвардии.
В 1895 году был избран в Сенат.